# يوهان تشوب
يوهان تشوب (بالإنجليزية: Johann Tschopp)‏ ولد بتاريخ 1 يوليو 1982 في ساير، هو دراج سويسري.

## سجل النتائج

### سباقات أو مراحل فاز بها
- طواف إيطاليا

### المراكز
- حقق المركز الـ 1 في طواف يوتا 2012
- حقق المركز الـ 6 في طواف عمان 2013
- حقق المركز الـ 9 في طواف عمان 2014

## وصلات خارجية
- الموقع الرسمي

## روابط خارجية
- يوهان تشوب على موقع الاتحاد الدولي للدراجات (الإنجليزية)
- يوهان تشوب على موقع أرشيف الدراجات (الإنجليزية)
- يوهان تشوب على موقع إحصائيات الدراجات الإحترافية (الإنجليزية)
- يوهان تشوب على موقع نسبة الدراجات (الإنجليزية)
- يوهان تشوب على موقع CycleBase (الإنجليزية)